# 2015年歐洲青少年歌唱大賽
2015年歐洲青少年歌唱大賽是第十三屆年度舉行的歐洲青少年歌唱大賽。本屆大賽由歐洲廣播聯盟（EBU）和保加利亞國家電視台（BNT）於2015年11月21日在保加利亞索菲亞的亞爾米茲體育館舉行，並由曾代表保加利亞參加2011年歐洲歌唱大賽（以及之後的2016年歐洲歌唱大賽）的波莉·奇諾娃出任主持人。本屆大賽一共有17國參加，這是澳洲和愛爾蘭的首次參賽，阿爾巴尼亞和F. Y. R. 馬其頓回歸參賽，克羅埃西亞、賽普勒斯與瑞典再次撤賽。
本屆大賽最終由來自馬爾他、13歲的戴絲提尼·楚昆耶爾以歌曲〈不是我的靈魂〉拿下冠軍，不僅以185分刷新了大賽最高得分紀錄（之前的最高紀錄為2004年西班牙瑪麗亞·伊莎貝爾的171分），更是讓馬爾他在繼白俄羅斯之後成為第二個在三年內贏過兩次大賽的國家。

## 舉辦地點
在義大利贏了2014年歐洲青少年歌唱大賽之後，EBU給了義大利廣播電視公司（RAI）對於是否主辦2015年歐洲青少年歌唱大賽的優先否決權，於是在2015年1月15日，RAI決定行使優先否決權，義大利無須主辦大賽。大賽執行主管烏拉迪斯拉夫·雅科列夫（Vladislav Yakovlev）感謝RAI願意花時間考慮是否主辦，盡管義大利才剛參賽不久。雅科列夫同時也宣布EBU很幸運地已經收到兩個國家的標案。
EBU在1月15日晚些時候宣布，參與競標的兩個國家分別為保加利亞和前一屆的地主國馬爾他，兩國在2014年大賽中分別排行亞軍和殿軍。保加利亞國家電視台（BNT）在1月15日證實他們已提交了2015年大賽的主辦標案。馬爾他公共廣播公司（PBS）曾在2014年大賽之前表示，他們願意再次主辦大賽，前提是馬爾他再次獲勝。
2015年1月26日，EBU宣布保加利亞贏得了2015年大賽的主辦權競標，大賽將於2015年11月21日舉行。這是該國第一次主辦任何歐洲電視網的賽事。2015年3月，官方確認索菲亞為主辦城市，而亞爾米茲體育館為舉辦場地。

## 製作與賽制

### 概念設計

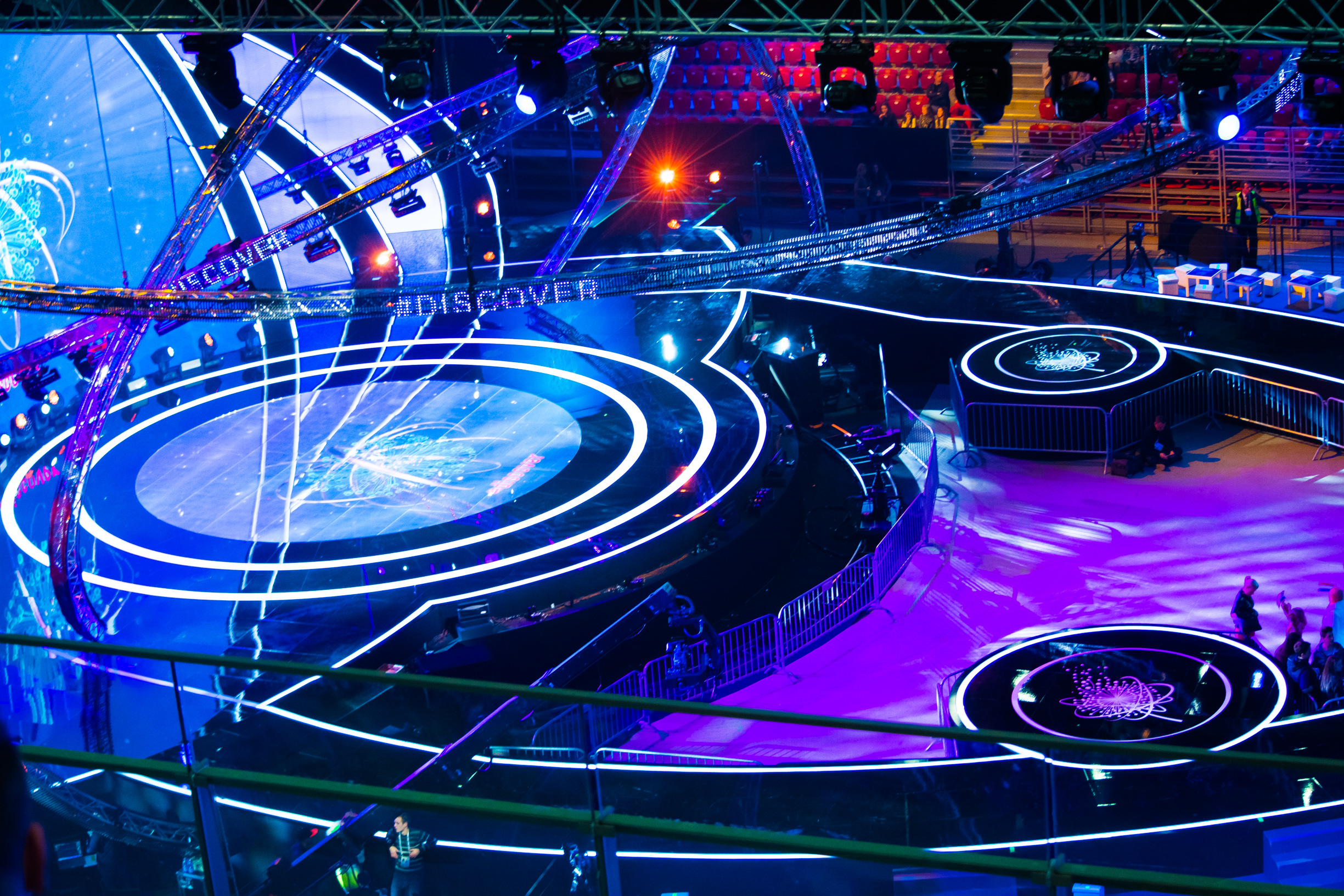
亞爾米茲體育館在本屆大賽期間的舞台

2015年5月22日，在2015年歐洲歌唱大賽舉行期間，歐洲青少年歌唱大賽的的記者會也在維也納進行。在記者會上，官方接露揭露了本屆大賽的口號是「#探索」（#Discover）。選擇這個口號是為了表明歐洲青少年歌唱大賽如何努力尋找新的旋律、探索新的人並在個人之間建立聯繫。

2015年6月23日，EBU與BNT在索菲亞舉行的指導小組會議上展示了本屆大賽的官方Logo。BNT的總幹事薇拉·安科娃（Viara Ankova / Вяра Анкова）表示Logo的設計靈感來自於蒲公英的種子被吹散的想法，「這是每個人小時候都做過的事情」。
|                            | 「這個Logo展現了保加利亞的年輕人為未來的種子；走出安全保守的傳統，為自己和我們所有人探索和發現新的未來。」 |
| ——薇拉·安科娃，BNT的總幹事 | |

### 主持人

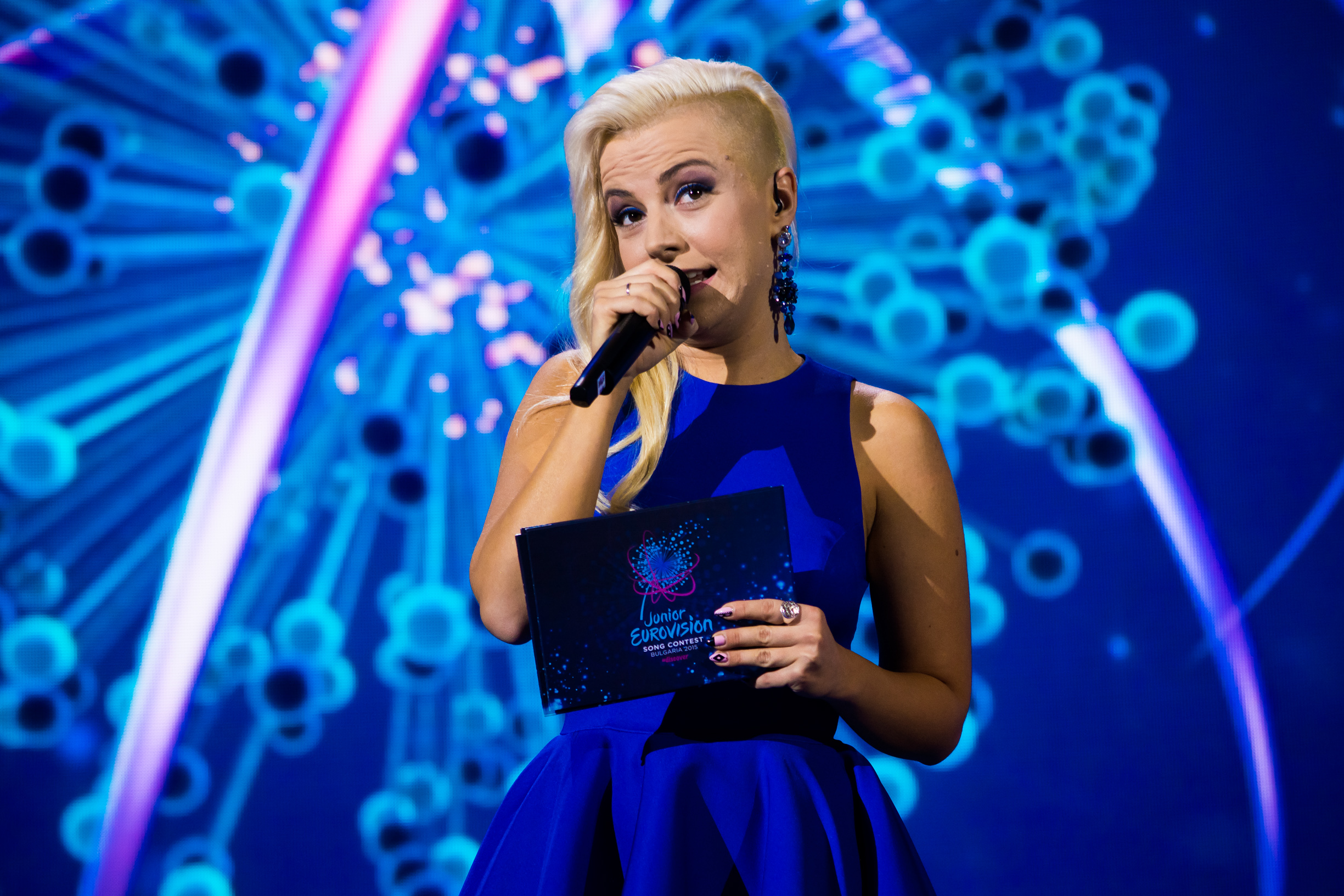
擔任大賽主持人的波莉·奇諾娃

2015年10月21日，官方宣布保加利亞歌手波莉·奇諾娃將擔任本屆大賽的主持人。奇諾娃先前曾代表保加利亞參加2011年歐洲歌唱大賽。此外官方宣布了大賽的開幕典禮和演出順序抽籤儀式將由另一位保加利亞歌手喬安娜·德拉涅瓦主持，她之前以深水區工程成員身分代表保加利亞參加2008年歐洲歌唱大賽。

### 明信片
「明信片」是下一位參賽者做舞台準備的時候在電視上播放的數十秒介紹影片。本屆大賽的明信片影片以自拍為主題，每支影片的劇情都是先由參賽選手們在自己國家拍的自拍照傳給一群在保加利亞各地遊玩的青少年們，藉著他們的遊歷展現保加利亞的文化、建築、旅遊景點、自然和歷史古蹟，並最終再由青少年們拍的自拍照傳回給對應的各國選手們。以下列表列出各國選手們身處的自拍地點以及與他們對應的青少年們遊玩的地點：
1. 塞爾維亞 – 貝爾格勒 – 佩爾佩利孔
2. 喬治亞 – 提比里斯 – 班斯科和潘波羅沃（英语：Pamporovo）
3. 斯洛維尼亞 – 盧比安納 – 大特尔诺沃
4. 義大利 – 米蘭 – 傑洛夫納（英语：Zheravna）
5. 荷蘭 – 赞瑟斯汉斯 – 卡利亞克拉（英语：Kaliakra）和索佐波爾
6. 澳洲 – 雪梨 – 鲁塞和維丁
7. 愛爾蘭 – 都柏林 – 内塞伯爾和索佐波爾
8. 俄羅斯 – 莫斯科 – 索菲亞
9. F. Y. R. 馬其頓 – 史高比耶 – 普罗夫迪夫
10. 白俄羅斯 – 明斯克 – 普羅霍德娜溶洞（英语：Prohodna）
11. 亞美尼亞 – 葉里溫 – 貝洛格拉奇克
12. 烏克蘭 – 基輔 – 伊特拉（英语：Etar Architectural-Ethnographic Complex）
13. 保加利亞 – 索菲亞 – 羅多皮市鎮
14. 聖馬利諾 – 聖馬利諾市 – 索菲亞
15. 馬爾他 – 馬諾埃爾島（英语：Manoel Island） – 里拉修道院
16. 阿爾巴尼亞 – 地拉那 – 羅任（英语：Rozhen, Bulgaria）
17. 蒙特內哥羅 – 波德里查 – 波羅韋茨（英语：Borovets）和克魯舒納（英语：Krushuna）

### 開幕式與幕間式表演

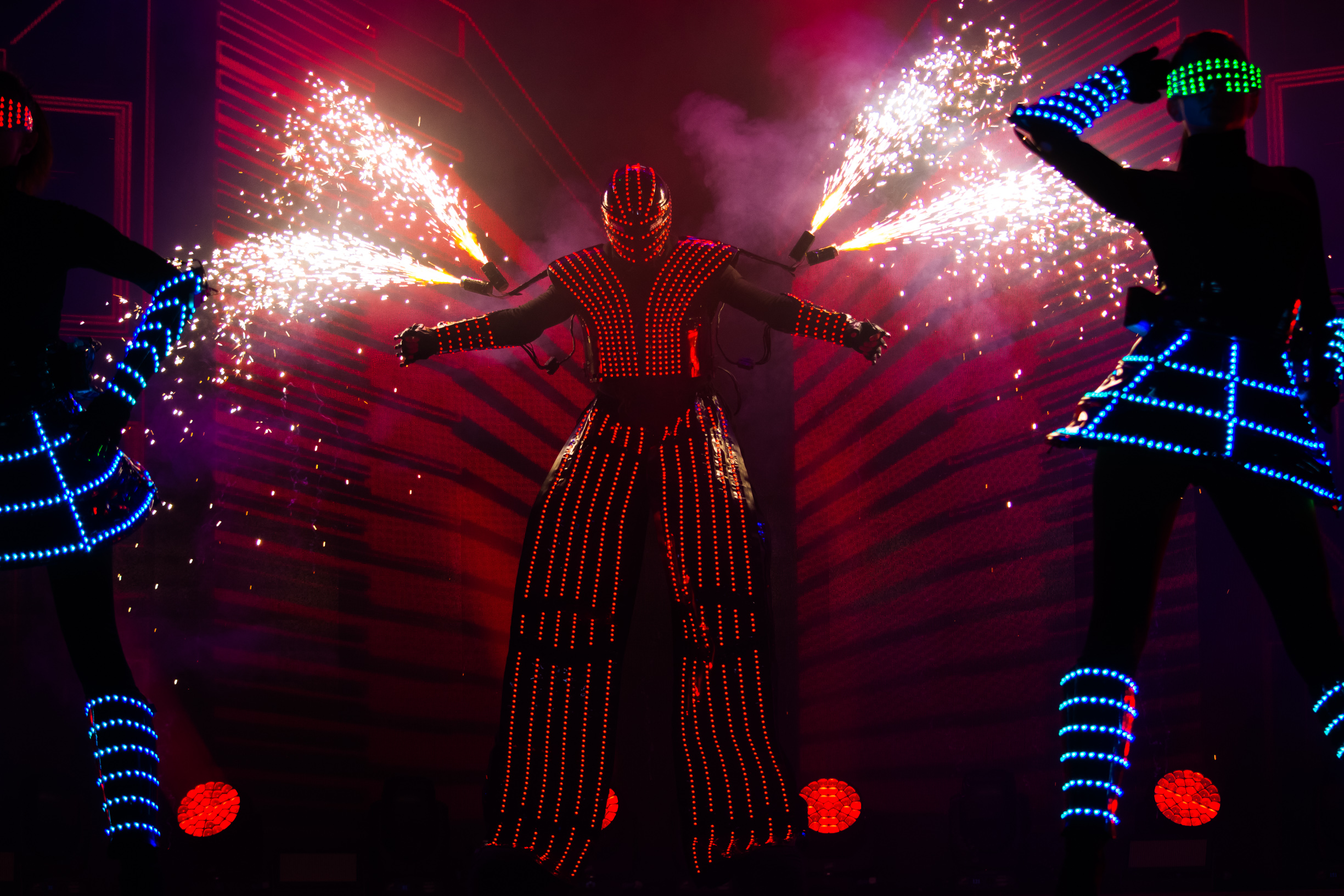
穿插在參賽者演出之間的表演之一

本屆大賽的開幕式由前一年大賽的保加利亞代表克莉希婭·托多羅娃帶領舞團表演和國旗遊行交互而成。在參賽者們演出到一段落（如5組參賽者們演出完畢）時，也會穿插一小段表演。幕間式則是由本屆大賽的全體參賽選手上台合唱「共同歌曲」〈#Discover〉，主持人奇諾娃也演唱了一首催觀眾趕快投票的歌〈WHERE IS MY DRESS〉。
在投票完的計票空檔期間，克莉希婭同參賽時與她搭配的雙胞胎鋼琴師哈桑和易卜拉欣·伊格納托夫兄弟以及BNR兒童電台合唱團表演〈兒童星球〉，克莉希婭緊接著演唱她的新歌〈Not the Only One〉。在這之後，奇諾娃與德克斯特、迪伊和雷克薩斯（Dexter, Dee and Lexus）一同演唱〈Give me more〉，最後才由前一年大賽的冠軍、義大利代表文森佐·坎蒂洛演唱他的獲勝歌曲〈初戀〉為幕間式表演作結。

## 參賽國家
2015年10月7日，官方確認將有17個國家參加比賽。澳洲和愛爾蘭首次參賽，阿爾巴尼亞和F. Y. R. 馬其頓各自從短暫休賽中回歸，而在前一年回歸的克羅埃西亞與賽普勒斯決定撤賽，瑞典則是繼2008年後再次退賽。

### 參賽者和結果
以下參賽歌手/團體以及歌曲的中文名稱皆非官方中譯。
| 順序 | 國家            | 參賽歌手 | 歌曲                                | 語言               | 得分 | 排名 |
| ---- | --------------- | --- | ----------------------------------- | ------------------ | ---- | ---- |
| 1    | 塞爾維亞        | 莉娜·斯塔門科維奇 Lena Stamenković / Лена Стаменковић                                                                          | 〈莉娜的歌〉 〈〉()                 | 塞爾維亞語         | 79   | 7    |
| 2    | 喬治亞          | 病毒合唱團 The Virus | 〈敢去做〉 〈〉()                   | 喬治亞語           | 51   | 10   |
| 3    | 斯洛維尼亞      | 莉娜·庫杜佐維奇 Lina Kuduzović                                                                                                 | 〈初戀〉 〈〉                       | 斯洛維尼亞語、英語 | 112  | 3    |
| 4    | 義大利          | 琪亞拉·斯卡帕里和瑪蒂娜·斯卡帕里 Chiara Scarpari & Martina Scarpari                                                            | 〈萬歲〉 〈〉                       | 義大利語           | 34   | 16   |
| 5    | 荷蘭            | 莎莉莎 Shalisa | 〈萬丈光芒〉 〈Million Lights〉     | 荷蘭語、英語       | 35   | 15   |
| 6    | 澳洲            | 貝拉·佩奇 Bella Paige | 〈我的女孩們〉 〈My Girls〉         | 英語               | 64   | 8    |
| 7    | 愛爾蘭          | 艾梅·班克斯 Aimee Banks | 〈海洋之星〉 〈〉                   | 愛爾蘭語           | 36   | 12   |
| 8    | 俄羅斯          | 米哈伊爾·斯米爾諾夫 Mikhail Smirnov / Михаил Смирнов                                                                           | 〈夢〉 〈 (Dream)〉(Мечта)               | 俄语、英語         | 80   | 6    |
| 9    | F. Y. R. 馬其頓 | 伊凡娜·佩特科夫斯卡和馬格達萊娜·阿列克索夫斯卡 Ivana Petkovska & Magdalena Aleksovska / Ивана Петковска и Магдалена Алексовска | 〈愛的編織〉 〈 – Braid of Love〉(Плетенка) | 马其顿语           | 26   | 17   |
| 10   | 白俄羅斯        | 魯斯蘭·阿斯拉諾夫 Ruslan Aslanov / Руслан Асланаў                                                                              | 〈魔法〉 〈 (Magic)〉(Волшебство)             | 俄語、英語         | 105  | 4    |
| 11   | 亞美尼亞        | 米卡 Mika / Միկա | 〈愛〉 〈Love〉                     | 亚美尼亚语、英語   | 176  | 2    |
| 12   | 烏克蘭          | 安娜·特林徹 Anna Trincher / Анна Трінчер                                                                                       | 〈從你自身開始〉 〈〉()             | 乌克兰语、英語     | 38   | 11   |
| 13   | 保加利亞        | 加布莉耶拉·約丹諾娃和伊凡·斯托亞諾夫 Gabriela Yordanova and Ivan Stoyanov / Габриела Йорданова и Иван Стоянов                  | 〈希望的顏色〉 〈Colour of Hope〉   | 保加利亚语         | 62   | 9    |
| 14   | 聖馬利諾        | 卡蜜拉·伊斯梅洛娃 Kamilla Ismailova                                                                                            | 〈鏡子〉 〈Mirror〉                 | 義大利語、英語     | 36   | 14   |
| 15   | 馬爾他          | 戴絲提尼·楚昆耶爾 Destiny Chukunyere                                                                                           | 〈不是我的靈魂〉 〈Not My Soul〉    | 英語               | 185  | 1    |
| 16   | 阿爾巴尼亞      | 米歇雅·拉波 Mishela Rapo | 〈當巴耶〉 〈Dambaje〉              | 阿尔巴尼亚语、英語 | 93   | 5    |
| 17   | 蒙特內哥羅      | 亞娜·米爾科維奇 Jana Mirković / Јана Мирковић                                                                                  | 〈風暴〉 〈〉()                     | 蒙特內哥羅語       | 36   | 13   |

## 得分板
在各國和兒童評審團公布完給分後，馬爾他代表戴絲提尼·楚昆耶爾被宣布為本屆大賽的冠軍。以下是本屆大賽的詳細投票結果。
| 排名 | 合計得分        | 合計得分 | 評審團得分      | 評審團得分 | 觀眾得分        | 觀眾得分 |
| 排名 | 國家            | 得分     | 國家            | 得分       | 國家            | 得分     |
| ---- | --------------- | -------- | --------------- | ---------- | --------------- | -------- |
| 1    | 馬爾他          | 185      | 馬爾他          | 157        | 馬爾他          | 143      |
| 2    | 亞美尼亞        | 176      | 亞美尼亞        | 149        | 亞美尼亞        | 134      |
| 3    | 斯洛維尼亞      | 112      | 白俄羅斯        | 101        | 斯洛維尼亞      | 98       |
| 4    | 白俄羅斯        | 105      | 斯洛維尼亞      | 77         | 阿爾巴尼亞      | 86       |
| 5    | 阿爾巴尼亞      | 93       | 塞爾維亞        | 73         | 保加利亞        | 77       |
| 6    | 俄羅斯          | 80       | 阿爾巴尼亞      | 69         | 俄羅斯          | 65       |
| 7    | 塞爾維亞        | 79       | 澳洲            | 67         | 白俄羅斯        | 61       |
| 8    | 澳洲            | 84       | 俄羅斯          | 57         | 塞爾維亞        | 53       |
| 9    | 保加利亞        | 62       | 荷蘭            | 53         | 聖馬利諾        | 51       |
| 10   | 喬治亞          | 51       | 義大利          | 43         | 愛爾蘭          | 43       |
| 11   | 烏克蘭          | 38       | 喬治亞          | 40         | 喬治亞          | 41       |
| 12   | 愛爾蘭          | 36       | 蒙特內哥羅      | 21         | 烏克蘭          | 35       |
| 13   | 蒙特內哥羅      | 36       | 烏克蘭          | 19         | 澳洲            | 32       |
| 14   | 聖馬利諾        | 36       | 愛爾蘭          | 19         | 蒙特內哥羅      | 23       |
| 15   | 荷蘭            | 35       | 聖馬利諾        | 15         | F. Y. R. 馬其頓 | 22       |
| 16   | 義大利          | 34       | 保加利亞        | 14         | 義大利          | 13       |
| 17   | F. Y. R. 馬其頓 | 26       | F. Y. R. 馬其頓 | 12         | 荷蘭            | 9        |

| 使用的投票方法： 評審團給分與觀眾投票各50% 100%評審團給分 | 使用的投票方法： 評審團給分與觀眾投票各50% 100%評審團給分 | 總分 | 大賽官方 | 兒童評審團 | 塞爾維亞 | 喬治亞 | 斯洛維尼亞 | 義大利 | 荷蘭 | 澳洲 | 愛爾蘭 | 俄羅斯 | F. Y. R. 馬其頓 | 白俄羅斯 | 亞美尼亞 | 烏克蘭 | 保加利亞 | 聖馬利諾 | 馬爾他 | 阿爾巴尼亞 | 蒙特內哥羅 |
| 使用的投票方法： 評審團給分與觀眾投票各50% 100%評審團給分 | 使用的投票方法： 評審團給分與觀眾投票各50% 100%評審團給分 |      |          |            |          |        |            |        |      |      |        |        |                 |          |          |        |          |          |        |            |            |
| 參賽國                                                    | 塞爾維亞                                                  | 79   | 12       | 4          |          |        | 7          |        | 4    | 2    | 3      | 5      | 12              | 4        | 4        |        | 5        | 5        |        |            | 12         |
| 參賽國                                                    | 喬治亞                                                    | 51   | 12       |            | 3        |        |            |        |      |      | 4      | 1      |                 | 5        | 8        | 5      |          |          | 1      | 8          | 4          |
| 參賽國                                                    | 斯洛維尼亞                                                | 112  | 12       | 6          | 6        | 5      |            | 7      | 8    | 6    | 6      | 8      | 1               | 8        | 10       | 10     | 8        | 6        | 3      |            | 2          |
| 參賽國                                                    | 義大利                                                    | 34   | 12       |            | 2        |        |            |        |      |      |        |        |                 |          | 3        |        |          |          | 12     | 4          | 1          |
| 參賽國                                                    | 荷蘭                                                      | 35   | 12       | 1          |          | 6      | 5          | 1      |      | 4    |        |        |                 |          |          |        | 4        | 2        |        |            |            |
| 參賽國                                                    | 澳洲                                                      | 64   | 12       | 7          |          | 7      |            | 3      | 3    |      | 2      | 3      | 2               | 1        | 1        | 2      |          | 3        | 10     | 5          | 3          |
| 參賽國                                                    | 愛爾蘭                                                    | 36   | 12       |            |          | 2      | 4          |        | 2    | 5    |        | 2      |                 |          |          |        | 2        | 1        | 6      |            |            |
| 參賽國                                                    | 俄羅斯                                                    | 80   | 12       | 5          | 7        |        | 6          | 4      | 6    | 1    |        |        | 3               | 7        | 7        | 4      | 7        | 8        |        | 3          |            |
| 參賽國                                                    | F. Y. R. 馬其頓                                           | 26   | 12       |            | 1        |        |            |        |      |      |        |        |                 |          |          |        | 1        |          |        | 7          | 5          |
| 參賽國                                                    | 白俄羅斯                                                  | 105  | 12       | 8          | 5        | 8      | 3          | 2      | 7    | 7    | 7      | 10     | 4               |          | 5        | 7      | 3        | 7        | 4      | 6          |            |
| 參賽國                                                    | 亞美尼亞                                                  | 176  | 12       | 10         | 10       | 12     | 10         | 6      | 12   | 10   | 8      | 12     | 10              | 12       |          | 8      | 10       | 10       | 7      | 10         | 7          |
| 參賽國                                                    | 烏克蘭                                                    | 38   | 12       | 2          |          | 3      |            | 5      |      | 3    | 1      | 4      |                 | 6        |          |        |          |          |        | 2          |            |
| 參賽國                                                    | 保加利亞                                                  | 62   | 12       |            |          | 1      | 1          | 8      | 5    |      | 12     |        | 6               |          |          | 3      |          |          | 8      |            | 6          |
| 參賽國                                                    | 聖馬利諾                                                  | 36   | 12       |            |          |        |            |        |      |      |        | 7      |                 | 3        | 2        | 12     |          |          |        |            |            |
| 參賽國                                                    | 馬爾他                                                    | 185  | 12       | 12         | 12       | 10     | 12         | 10     | 10   | 12   | 10     | 6      | 5               | 10       | 12       | 6      | 12       | 12       |        | 12         | 10         |
| 參賽國                                                    | 阿爾巴尼亞                                                | 93   | 12       | 3          | 4        | 4      | 8          | 12     | 1    | 8    | 5      |        | 7               | 2        | 6        | 1      | 6        | 4        | 2      |            | 8          |
| 參賽國                                                    | 蒙特內哥羅                                                | 36   | 12       |            | 8        |        | 2          |        |      |      |        |        | 8               |          |          |        |          |          | 5      | 1          |            |

### 12分
下列為各國除了大賽官方以外得到他國投票的12分整理，大賽官方在一開始都給所有參賽國12分來避免拿0分的情況：
| 次數 | 得分國     | 給出12分的國家                                                                          |
| ---- | ---------- | --------------------------------------------------------------------------------------- |
| 8    | 馬爾他     | 阿爾巴尼亞、 亞美尼亞、 澳洲、 保加利亞、 兒童評審團、 聖馬利諾、 塞爾維亞、 斯洛維尼亞 |
| 4    | 亞美尼亞   | 白俄羅斯、 喬治亞、 荷蘭、 俄羅斯                                                       |
| 2    | 塞爾維亞   | F. Y. R. 馬其頓、 蒙特內哥羅                                                            |
| 1    | 阿爾巴尼亞 | 義大利                                                                                  |
| 1    | 保加利亞   | 愛爾蘭                                                                                  |
| 1    | 義大利     | 馬爾他                                                                                  |
| 1    | 聖馬利諾   | 烏克蘭                                                                                  |

### 各國的唱票員
每個國家報分的順序是按照表演的順序，其詳細消息於2015年11月15日由EBU發布。  以下是各國的唱票員：
1. 兒童評審團 – 克莉希婭·托多羅娃
2. 塞爾維亞 – 杜妮亞·耶利契奇
3. 喬治亞 – 莉茲·帕普
4. 斯洛維尼亞 – 尼古拉·佩特克（Nikola Petek）
5. 義大利 – 文森佐·坎蒂洛（英语：Vincenzo Cantiello）
6. 荷蘭 – 茱麗亞·范·伯根（英语：Netherlands in the Junior Eurovision Song Contest 2014）
7. 澳洲 – 艾莉·布萊克威爾（Ellie Blackwell）
8. 愛爾蘭 – 安娜·班克斯（Anna Banks）
9. 俄羅斯 – 索菲亞·多爾加諾娃（Sofia Dolganova / София Долганова）
10. F. Y. R. 馬其頓 – 亞歷山大·恰利奧夫斯基（Aleksandrija Čaliovski）
11. 白俄羅斯 – 瓦萊里婭·德羅比雪夫斯卡婭（Valeria Drobyshevskaya）
12. 亞美尼亞 – 貝蒂
13. 烏克蘭 – 索菲亞·庫岑科（Sofia Kutsenko）
14. 保加利亞 – 弗拉基米爾·佩特科夫（Vladimir Petkov）
15. 聖馬利諾 – 亞莉安娜·烏利維（Arianna Ulivi）
16. 馬爾他 – 費德莉卡·法爾松（英语：Federica Falzon）
17. 阿爾巴尼亞 – 馬伊達·貝扎德（Majda Bejzade）
18. 蒙特內哥羅 – 萊拉·武里奇（英语：Montenegro in the Junior Eurovision Song Contest 2014）

## 其他國家

參加本屆大賽的國家標記為綠色，之前參賽過但沒參加本屆大賽的國家標記為黃色。

要讓一個國家有資格參加歐洲青少年歌唱大賽，該國就必須要有廣播公司是EBU的正式會員。澳洲的特别广播服务公司（SBS）雖只有準會員資格，但是EBU為了慶祝歐洲歌唱大賽60週年而發給了長期轉播大賽的SBS邀請，讓澳洲得以參賽。以下是有EBU正式會員的國家以及他們不參賽的理由：

### EBU成員
- 賽普勒斯 – 賽普勒斯廣播公司（CyBC）於2015年6月29日表示因為缺少資金支援，賽普勒斯將不會參加2015年大賽。[26]賽普勒斯上次參賽是在2014年的時候，並會在2016年回歸參賽。
- 法國 – 法国电视二台於2015年6月24日宣布法國沒有任何回歸參賽的計畫，但還是送了一支代表團前往保加利亞來觀察大賽。[27][28]法國上次參賽是在2004年的時候，並會在2018年回歸參賽。
- 德國 – 前一年的大賽，德國派了德國電視二台（ZDF）前去觀察。[29]2015年6月2日，北德廣播公司（NDR）表示他們不排除在2015年大賽中首次亮相。[29]2015年7月1日，NDR在其隸屬的德國公共廣播聯盟（ARD）發起了一項在線投票，以決定德國是否應該參加歐洲青少年歌唱大賽，該投票結果將在兒童頻道（KiKa，這是ARD和ZDF的合資頻道）上公布。[30]德國最初曾出現在首屆和第二屆大賽的參加名單上，但最後都以撤賽告終。[31][32]雖然最終投票沒有通過，但在2015年11月4日，NDR宣布他們將首度在他們的歐洲歌唱大賽專頁上直播本屆大賽。[33]德國將在2020年首次參賽。
- 希臘 – 希腊广播电视公司（ERT）在2015年6月11日表示他們尚未決定重返歐洲青少年歌唱大賽，但「願意審查有趣的企畫」。[34]最終希臘也沒出現在參賽國名單中。希臘上次參賽是在2008年。
- 羅馬尼亞 – 2015年6月4日，罗马尼亚电视台（TVR）表示因為缺乏興趣，羅馬尼亞不太可能參加2015年的大賽。羅馬尼亞上次參賽是在2009年。[35]
- 西班牙 – 盡管多家媒體報導西班牙电视台（TVE）正在努力重返大賽，但這些說法並未得到TVE的證實。[36][37]最終西班牙也沒出現在參賽國名單中。西班牙上次參賽是在2006年的時候，並會在2019年回歸參賽。
- 瑞典 – 瑞典电视台（SVT）在2015年6月29日宣布為了集中資源來主辦2016年歐洲歌唱大賽以及開發新的青少年企畫，瑞典將會休賽一年。[38]瑞典上次參賽是在2014年。

### 非EBU成員
2014年8月，執行主管雅科列夫表示，他們正在研究允許非EBU成員的商業廣播公司參加大賽的可能性。
- 西班牙 – 由於該國的EBU正式會員TVE自2007年開始拒絕參賽，故EBU的電視委員會開始審視讓非EBU成員的商業廣播公司參加大賽的可能性。[41]倘若最終可行的話，EBU將繼續與西班牙的私人廣播公司進行談判，來讓西班牙重返大賽。[42]

## 轉播
大賽透過官方網站junioreurovision.tv和YouTube在網路上向全世界進行轉播。其中本屆大賽在官網上的轉播有官網總編路克·費雪（Luke Fisher）和保加利亞2011年的參賽代表伊凡·伊萬諾夫以英語擔任評論員。
| 國家       | 廣播公司                         | 評論員                                                                        | 參考   |
| ---------- | -------------------------------- | ----------------------------------------------------------------------------- | ------ |
| 阿尔巴尼亚 | TVSH RTSH Muzikë Radio Tirana    | 安德里·查胡                                                                   | [ 44 ] |
| 亞美尼亞   | Armenia 1                        | 阿維特·巴西格揚                                                               | [ 45 ] |
|            | SBS One                          | 愛許·倫敦和托比·特拉斯洛夫                                                    | [ 46 ] |
| 白俄羅斯   | Belarus 1 Belarus 24             | 阿納托利·利佩茨基（Anatoliy Lipetskiy）                                       | [ 47 ] |
| 保加利亚   | BNT 1 BNT HD BNT World           | 艾琳娜·羅斯伯格（Elena Rosberg）和格奧爾基·庫什瓦利耶夫（Georgi Kushvaliev）  |        |
|            | GPB 1TV                          | 圖塔·切赫澤（Tuta Chkheidze）                                                 | [ 48 ] |
| 愛爾蘭     | TG4                              | 史蒂芬·歐費雷爾和凱特琳·尼克·奧伊德                                           | [ 49 ] |
| 義大利     | Rai Gulp                         | 西蒙涅·利由伊（Simone Lijoi）                                                 | [ 50 ] |
| 北馬其頓   | MRT 1                            | 蒂娜·特烏托維奇（Tina Teutovic）和斯帕西婭·韋利亞諾斯卡（Spasija Veljanoska） |        |
| 馬爾他     | TVM2（現場直播） TVM（延後播出） | 科拉松·米茲（Corazon Mizzi）                                                  | [ 51 ] |
| 蒙特內哥羅 | TVCG 2                           | 德拉岑·鮑科維奇（Dražen Bauković）和塔瑪拉·伊萬科維奇（Tamara Ivanković）     |        |
| 荷蘭       | NPO Zapp                         | 揚·斯米特                                                                     | [ 52 ] |
| 俄羅斯     | Karousel                         | 奧爾嘉·謝列斯特                                                               |        |
| 圣马力诺   | SMRTV                            | 莉亞·菲奧里奧（Lia Fiorio）和吉爾伯托·加泰（Gilberto Gattei）                 | [ 53 ] |
| 塞爾維亞   | RTS2                             | 西爾瓦娜·格魯吉奇（Silvana Grujić）                                           | [ 54 ] |
| 斯洛維尼亞 | TV SLO 1                         | 安德烈·霍弗（Andrej Hofer）                                                   | [ 55 ] |
| 乌克兰     | UA:Pershyi                       | 蒂穆爾·米羅什尼琴科                                                           |        |

以下非參賽國也派出評論員前往保加利亞進行賽事廣播和電視轉播：
| 國家   | 廣播公司                                                                       | 評論員                     | 參考   |
| ------ | ------------------------------------------------------------------------------ | -------------------------- | ------ |
| 德国   | NDR網站                                                                        | 湯馬士·莫爾（Thomas Mohr） | [ 56 ] |
| 新西兰 | World FM                                                                       | 伊文·史潘斯（Ewan Spence） | [ 57 ] |
| 新加坡 | 247 Music Radio                                                                | 伊文·史潘斯（Ewan Spence） | [ 57 ] |
| 英国   | Cotswold FM、Fun Kids、Oystermouth Radio、Radio Six International、Shore Radio | 伊文·史潘斯（Ewan Spence） | [ 57 ] |
| 美国   | WUSB                                                                           | 伊文·史潘斯（Ewan Spence） | [ 57 ] |

## 其他獎項

### 新聞獎投票
在大賽期間的新聞中心，新聞界成員可以投票選出他們最喜歡的歌曲。以下是所有投票後的前五名總體結果。
| 國家     | 歌曲             | 表演者              | 得票結果 |
| -------- | ---------------- | ------------------- | -------- |
| 馬爾他   | 〈不是我的靈魂〉 | 戴絲提尼·楚昆耶爾   | 759      |
| 澳洲     | 〈我的女孩們〉   | 貝拉·佩奇           | 642      |
| 亞美尼亞 | 〈愛〉           | 麥可·瓦羅西恩       | 543      |
| 俄羅斯   | 〈夢〉           | 米哈伊爾·斯米爾諾夫 | 520      |
| 塞爾維亞 | 〈莉娜的歌〉     | 莉娜·斯塔門科維奇   | 499      |

## 官方專輯
《Junior Eurovision Song Contest Bulgaria 2015》是由EBU統籌、由环球音乐集团於2015年11月13日發行的大賽官方合輯。此合輯收錄本屆17國的參賽歌曲。這也是自2005年以來第一次不包含其伴唱版本的大賽官方合輯。

## 註記和參考資料

### 註記
1. ↑  包含一句義大利語歌詞。
2. 1 2  包含一句英語歌詞。
3. ↑  包含一句拉丁語歌詞。
4. ↑  包含土耳其语、義大利語、德语、法语和塞爾維亞語語句。[19]
5. ↑  「當巴耶」（"Dambaje"）一詞是假想詞。

## 外部連結
- 官方网站